# La libertà
(Incipit della canzone)
La libertà è una canzone scritta da Giorgio Gaber e Sandro Luporini, considerata uno dei suoi cavalli di battaglia che faceva parte dello spettacolo di Teatro canzone intitolato Dialogo tra un impegnato e un non so, che pubblicò con lo stesso titolo in un album dal vivo, registrando gli spettacoli tenuti a Genova, al Politeama Genovese nei giorni 6-7-8 novembre 1972.
Nel maggio del 1973 il brano fu pubblicato come lato B del 45 giri Lo shampoo/La libertà e nel settembre dello stesso anno, fu realizzata una registrazione del brano in studio e fu inserito nell'album Far finta di essere sani.

## Significato del testo
(Giorgio Gaber e Sandro Luporini - La libertà)
Nel testo si può rintracciare una sintesi di un percorso riflessivo.
Nelle prime due strofe della canzone Gaber parla della libertà dell’uomo selvatico che vive nella foresta in maniera del tutto inconsapevole, insieme agli altri animali; come Enkidu nell'Epopea di Gilgameš o come il buon selvaggio, presente nella cultura europea del XVIII secolo e come definito da Jean-Jacques Rousseau.
Successivamente l’essere umano a seguito del vivere associato e dello sviluppo della ragione inizia a considerare come libertà quella democratica e l’autore della canzone conferisce quindi al termine “libertà” una connotazione politica:
Dopo il ritornello, le seguenti due strofe descrivono l'uomo che, a seguito del vivere associato e dello sviluppo della ragione inizia a considerare come libertà quella  democratica. Questo vota e delega e, nella seconda quartina, conclude: «E nel farsi comandare Ha trovato la sua nuova libertà» . 
Nelle due strofe finali l'autore definisce un «uomo più evoluto», «che sfida la natura Con la forza incontrastata della scienza» e «che è convinto che la forza del pensiero Sia la sola libertà» insomma un uomo che esprime un'idea di totale fiducia nelle scienze.
Il messaggio principale tuttavia è contenuto nella frase del ritornello:  «la libertà non è uno spazio libero, libertà è partecipazione»  che sottolinea come nel conflitto tra individualità e il bisogno di appartenenza vince quest’ultima.

## Edizioni
La canzone uscì come Lato B del singolo Lo shampoo/La libertà, pubblicato nel 1973 per la Carosello Records, sotto la direzione dell'orchestra di Giorgio Casellato.